# Tanacross (Alaska)
Pour la langue, voir Tanacross.
Tanacross est une localité d'Alaska (CDP) aux États-Unis, appartenant à la Région de recensement de Southeast Fairbanks. Sa population était de 136 habitants en 2010.

## Situation - climat
Elle est située sur la rive sud de la rivière Tanana, à 19 km au nord-ouest de Tok, sur la Route de l'Alaska
Les températures extrêmes vont de −59 °C en hiver à 32 °C en été.

## Histoire
Les habitants sont des descendants des Athabaskans, qui ont rejoint la région vers 1912 après la fondation de la mission épiscopale St Timothy. Le village était situé à l'origine sur la rive nord de la rivière Tanana, et était appelé Tanana Crossing, parce qu'il se trouvait à l'endroit où la piste qui relie Valdez à Eagle franchissait la rivière. Ce nom fut ensuite raccorci en Tanacross. Un comptoir fut ouvert à proximité de la mission et la poste a été créée en 1920.
En 1930 une piste d'aérodrome a été ouverte, et en 1941, les autorités du village donnèrent l'autorisation à l'armée de l'utiliser pendant la Seconde Guerre mondiale, alors qu'elle déployait plusieurs camps d'urgence. Les habitants du village participèrent aux travaux de l'armée américaine.
L'aérodrome a été fermé après la guerre. En 1972, le village s'est déplacé au sud de la rivière Tanana à cause d'une pollution de l'eau, et en 1979, l'ancien village fut anéanti à la suite d'un grave incendie.
Les activités actuelles du village sont basées sur une économie de subsistance, ainsi que sur l'artisanat et les emplois de service locaux.

## Démographie
| 1920 | 1930 | 1940 | 1950 | 1960 | 1970 |
| ---- | ---- | ---- | ---- | ---- | ---- |
| 101  | 80   | 135  | 137  | 102  | 84   |

| 1980 | 1990 | 2000 | 2010 | - | - |
| ---- | ---- | ---- | ---- | - | - |
| 117  | 106  | 140  | 136  | - | - |